# 595 Поліксена
595 Поліксена (595 Polyxena) — астероїд зовнішнього головного поясу, відкритий 27 березня 1906 року Августом Копфом у Гейдельберзі.
Тіссеранів параметр щодо Юпітера — 3,115.